# Ax Billy Department Store
Pour les articles homonymes, voir Billy.
L'Ax Billy Department Store est un ancien grand magasin situé dans le centre-ville d'Eugene, dans l'Oregon, aux États-Unis. Inscrit au Registre national des lieux historiques depuis le 26 août 1982, le bâtiment qui l'abritait accueille aujourd'hui une salle de musculation.